# Paul Michael Boyle
Paul Michael Boyle (ur. 28 maja 1926 w Detroit, zm. 10 stycznia 2008 w Louisville) – amerykański duchowny katolicki, pasjonista, biskup diecezji Mandeville na Jamajce.

## Życiorys
W 1946 złożył śluby zakonne w Zgromadzeniu Męki Pańskiej. 30 maja 1953 przyjął święcenia kapłańskie. Po święceniach został wysłany na studia do Rzymu, które uwieńczył licencjatem z teologii na Angelicum w 1995 i z prawa kanonicznego na Lateranum w 1957. W latach 1965–1965 był przewodniczącym Amerykańskiego Towarzystwa Prawa Kanonicznego (Canon Law Society of America), a następnie do 1968 jego koordynatorem wykonawczym. Wykładał prawo kanoniczne i homiletykę w Seminarium w Louisville (Kentucky) i Saint Meinrad (Indiana). W maju 1968 roku został prowincjałem amerykańskiej prowincji pasjonistów. W latach 1969–1974 był przewodniczącym amerykańskiej Konferencji Wyższych Przełożonych Zakonów Męskich. Podczas kapituły generalnej w 1976 roku został obrany przełożonym generalnym, ponownie wybrany w 1982 pełnił tę funkcję do 1988. Przez 12 lat pełnienia tej funkcji rezydował w domu generalnym pasjonistów w Rzymie na wzgórzu Celius przy bazylice Świętych Jana i Pawła. Przez jakiś czas pracował w parafii prowadzonej przez pasjonistów w Portoryko. 15 kwietnia 1991 papież Jan Paweł II mianował go wikariuszem apostolskim Mandeville i tytularnym biskupem Canapium. 9 lipca 1991 arcybiskup Samuel Emmanuel Carter – ówczesny metropolita Kingston udzielił mu sakry biskupiej. Wikariusz apostolski miał do dyspozycji zaledwie 3 księży, diakona, brata zakonnego i 12 sióstr. 21 listopada 1997 Jan Paweł podniósł wikariat apostolski Mandevile do rangi diecezji. Działało już tam wtedy: 29 księży, 10 diakonów, 11 braci zakonnych, 40 sióstr, 4 seminarzystów i 13 świeckich misjonarzy. Dotychczasowego wikariusza apostolskiego papież mianował biskupem diecezjalnym. Ten sam papież przyjął jego rezygnacją ze względu na wiek (miał już wtedy 78 lat) 6 lipca 2004. Zmarł 10 stycznia 2008 w Louisville w wieku 81 lat. Został pochowany na cmentarzu pasjonistów w Detroit.